# 194 km (obwód briański)
194 km (ros. 194 км) – przystanek kolejowy w miejscowości Ostrow, w rejonie żukowskim, w obwodzie briańskim, w Rosji. Położony jest na linii Briańsk – Smoleńsk.